# روتهال مونستر
روتهال مونستر (به آلمانی: Rotthalmünster) یک شهر در آلمان است که در بایرن واقع شده‌است.

## خصوصیات
روتهال مونستر ۴۴٫۵۱ کیلومترمربع مساحت دارد ۳۴۰-۴۸۵ متر بالاتر از سطح دریا واقع شده‌است.